# INTERGRAF
INTERGRAF - European Federation for Print and Digital Communication ist der europäische Verband der nationaler Interessenvertretungen der Druckindustrie. Nach eigenen Angaben organisiert sie 22 Mitgliedsorganisationen in 20 europäischen Staaten durch Lobbying, Informationsveranstaltungen und Netzwerkarbeit.
Als Mitglied des World Print & Communication Forums (WPCF) verbindet die Organisation die europäische Druckindustrie mit den weltweiten Interessenvertretungen. Zudem stellt der Verband auch das Büro für die WPCF.

## Geschichte
Die Organisation wurde 1930 als International Bureau of the Federations of Master Printers in Berlin gegründet.
2013 wurde der neue Name der Organisation als eingetragenes Warenzeichen (WIPO-Nr. 1164662) registriert. 2016 kam noch die Registrierung des cspI-Logo (Certified Security Printer Intergraf) hinzu, mit dem Sicherheitsdruckereien den zertifizierten Stand nach dem primär von Intergraf entwickelten Anforderungen kommunizieren können.

## Mitgliedsorganisationen
Die Mitglieder sind meist die nationalen Verbände der Druckereiindustrie.
| Name                                                                                      | Kurzz.      | Land                   | seit | bis |
| ----------------------------------------------------------------------------------------- | ----------- | ---------------------- | ---- | --- |
| Federation Belge des Industries Graphiques Federatie van de Belgische Grafische Industrie | FEBELGRA    | Belgien                |      |     |
| Printing Industry Union of Bulgaria                                                       |             | Bulgarien              |      |     |
| GRAKOM                                                                                    |             | Dänemark               |      |     |
| Bundesverband Druck und Medien                                                            | BVDM        | Deutschland            |      |     |
| Fogra Forschungsgesellschaft Druck                                                        | Fogra       | Deutschland            |      |     |
| Eesti Trükitööstuse LIIT                                                                  |             | Estland                |      |     |
| Graafinen Teollisuus RY                                                                   |             | Finnland               |      |     |
| Union Nationale des Industries de L'Impression et de la Communication                     | UNIIC       | Frankreich             |      |     |
| Associazione Nazionale Italiana Industrie Grafiche Cartotecniche e Trasformatrici         | ASSOGRAFICI | Italien                |      |     |
| Latvian Printers Association                                                              |             | Lettland               |      |     |
| Association des Maitres Imprimeurs du Grand-Duche de Luxembourg                           |             | Luxemburg              |      |     |
| Koninklijk Verbond van Grafische Ondernemingen                                            | KVGO        | Niederlande            |      |     |
| NHO Grafisk                                                                               |             | Norwegen               |      |     |
| PROPAK                                                                                    |             | Österreich             |      |     |
| Verband Druck & Medientechnik                                                             |             | Österreich             |      |     |
| APIGRAF                                                                                   |             | Portugal               |      |     |
| Grafiska Företagen                                                                        |             | Schweden               |      |     |
| Schweizerischer Verband für visuelle Kommunikation                                        | VISCOM      | Schweiz                |      |     |
| Verband der Schweizer Druckindustrie                                                      | VSD         | Schweiz                |      |     |
| Federation Empresarail de Industrias Graficas de Espana                                   | FEIGRAF     | Spanien                |      |     |
| Federation of Hungarian Printers and Papermakers                                          | FEDPRINT    | Ungarn                 |      |     |
| British Printing Industries Federation                                                    | BPIF        | Vereinigtes Königreich |      |     |

## Aktivitäten
Intergraf war 1998 an Konsultationen mit dem Ausschuss für Umwelt, Naturschutz und Reaktorsicherheit beteiligt, in denen die Begrenzung flüchtiger organischer Substanzen in verschiedenen Prozessen diskutiert wurden.
Auf Betreiben und unter Mitarbeit von Intergraf entwickelte das Europäische Komitee für Normung einen Standard für Sicherheitsdruckereien, der als CEN Workshop Agreement (CWA) CWA 14641:2009 der den wesentlichen Anteil der  ISO 14298 – Steuerung des Sicherheitsdruckprozesses (Management of security printing processes) ausmacht, der wiederum die Grundlage der US-amerikanischen Norm ANSI/NASPO SA 2013 wurde.
Seit 2009 ist Intergraf als Lobbyorganisation im Transparenz-Register der Europäischen Kommission erfasst. Vier namentlich benannte Personen haben dafür die Zugangsberechtigung zu den Amtsräumlichkeiten der Kommission erhalten.
Ein Teil der Aktivitäten von Intergraf sind politisch gesponserte Forschungen, die die Mitgliedsorganisationen im Wandel der Zeiten unterstützen soll. 2010 wurde im Auftrag der Europäischen Union ein Projekt zur Veränderungsmanagement in der Druckindustrie gestartet, das 2012 mit einem Best Practice-Bericht sowie ein Toolkit für die Mitglieder endete.
Gemeinsam mit Sozialpartnern wie der Vereinte Dienstleistungsgewerkschaft (ver.di), der britischen Dienstleistungsgewerkschaft Unite und dem Bundesverband Druck und Medien entwickelt INTERGRAF die Standards für die Ausbildung des Druckernachwuchses.